# Молчад (река)
Молчад или Мовчадз (блр. Моўчадзь; рус. Молчадь) белоруска је река и лева притока реке Њемен (део басена Балтичког мора).
Извире у северном делу Барановичког рејона Брестске области, тече ка северу и након 98 km тока улива се у реку Њемен на око 30 km јужно од града Лиде у Гродњенској области. Укупна површина сливног подручја је 1.140 km². Просечан проток у зони ушћа на годишњем нивоу је 9 m³/s. Просечан пад је око 0,9 м/км тока. 
Малчад је важан хидроенергетски објекат у овом делу Белорусије и на њој су подигнуте две хидроелектране Навасељска (капацитета 0,2 мВт) и Гезгаљска. 
На њеним обалама лежи варошица Навајељња.